# トクトグル
トクトグル（キルギス語: Токтогул шаарчасы、 ウズベク語: Toʻqtoʻgʻul / Тўқтўғул 英：Toktogul）はキルギス共和国のジャララバード州のトクトグル地区にある街であり、地区の中心的な街である。街の名前はキルギスの吟唱詩人であったトクトグル・サティルガノフを記念して名付けられた。その昔はムズトル(Музтор)と呼ばれていた。2012年にトクトグルは町に昇格した。
人口は16,429人(2009年)
トクトグルはトクトグル貯水ダムロシア語：Токтогульское водохранилище、英：Toktogul Reservoir）の北岸に位置している。また、この貯水ダムの東端のそばをパミール・ハイウェイ（ロシア語：Памирский тракт、英：M41）が通っており、小さな集落とカラ・クリ（Кара-Куль）やジャララバード (キルギス)（Джалал-Абад）を結んでいる。
トクトグルには、専門の中等教育機関(リツェイ)や小中学校、貯蓄銀行の支店、社会医療専門家委員会、牛乳工場が存在する。